# Plus-Konstruktion
Die Plus-Konstruktion (häufig als Quillens Plus-Konstruktion bezeichnet) ist ein Verfahren der algebraischen Topologie, das unter anderem bei der Definition der algebraischen K-Theorie Anwendung findet.

## Konstruktion

### Konstruktion im Fall perfekter Fundamentalgruppen
Satz: Sei {\displaystyle X} ein zusammenhängender CW-Komplex mit {\displaystyle H_{1}(X;\mathbb {Z} )=0}. Dann gibt es einen durch Ankleben von 2- und 3-Zellen konstruierten einfach zusammenhängenden CW-Komplex {\displaystyle X^{+}} und eine Inklusion {\displaystyle j:X\rightarrow X^{+}}, so dass die induzierten Morphismen der Homologiegruppen
{\displaystyle j_{n}:H_{n}(X;\mathbb {Z} )\rightarrow H_{n}(X^{+};\mathbb {Z} )}
für alle {\displaystyle n\in \mathbb {N} } Isomorphismen sind.
Konstruktion/Beweisidee: Seien {\displaystyle \left\{e_{i}:S^{1}\rightarrow X\right\}_{i\in I}} Repräsentanten für ein Erzeugendensystem der Fundamentalgruppe {\displaystyle \pi _{1}X}. Durch Ankleben von 2-Zellen {\displaystyle \left\{D_{i}\right\}_{i\in I}} mittels der Abbildungen {\displaystyle e_{i}:\partial D_{i}\rightarrow X} erhält man einen einfach zusammenhängenden CW-Komplex {\displaystyle X^{\prime }}. Die lange exakte Sequenz
{\displaystyle 0\rightarrow H_{2}(X)\rightarrow H_{2}(X^{\prime })\rightarrow H_{2}(X^{\prime },X)\rightarrow 0=H_{1}(X)}
spaltet weil {\displaystyle H_{2}(X^{\prime },X)} von den 2-Zellen {\displaystyle \left\{D_{i}\right\}_{i\in I}} frei erzeugt wird, man hat also einen Isomorphismus
{\displaystyle H_{2}(X^{\prime })=H_{2}(X)\oplus H_{2}(X^{\prime },X)}
und der Summand {\displaystyle H_{2}(X^{\prime },X)} wird von den {\displaystyle \left\{D_{i}\right\}_{i\in I}} erzeugt.
Weil {\displaystyle X^{\prime }} einfach zusammenhängend ist, sind nach dem Satz von Hurewicz die Elemente {\displaystyle \left[D_{i}\right]\in H_{2}(X^{\prime })} von der Form {\displaystyle (f_{i})_{*}\left[S^{2}\right]} für Abbildungen {\displaystyle f_{i}:S^{2}\rightarrow X^{\prime }}. (Hier bezeichnet {\displaystyle \left[S^{2}\right]\in H_{2}(S^{2};\mathbb {Z} )} die Fundamentalklasse.) Durch Ankleben von 3-Zellen {\displaystyle \left\{E_{i}\right\}_{i\in I}} mittels der Abbildungen {\displaystyle f_{i}:\partial E_{i}\rightarrow X^{\prime }} erhält man einen einfach zusammenhängenden CW-Komplex {\displaystyle X^{+}} mit {\displaystyle H_{2}(X^{+})=H_{2}(X)}. Weil die angeklebten 3-Zellen ihren Rand nicht in {\displaystyle X} haben, gilt {\displaystyle H_{3}(X^{+},X)=0}, und weil lediglich 2- und 3-dimensionale Zellen angeklebt wurden, gilt {\displaystyle H_{*}(X^{+},X)=0} für {\displaystyle *\geq 4}. Also hat man auch für alle Homologiegruppen ab Grad 3 einen Isomorphismus.

### Konstruktion im allgemeinen Fall
Satz: Sei {\displaystyle X} ein zusammenhängender CW-Komplex und {\displaystyle N\subset \pi _{1}X} ein perfekter Normalteiler. Dann gibt es einen durch Ankleben von 2- und 3-Zellen konstruierten CW-Komplex {\displaystyle X^{+}} und eine Inklusion {\displaystyle j:X\rightarrow X^{+}}, so dass der induzierte Morphismus der Fundamentalgruppen
{\displaystyle j_{*}:\pi _{1}X\rightarrow \pi _{1}X^{+}}
die Quotientenabbildung {\displaystyle \pi _{1}X\to \pi _{1}X/N} und die induzierten Morphismen der Homologiegruppen
{\displaystyle j_{n}:H_{n}(X;\mathbb {Z} )\rightarrow H_{n}(X^{+};\mathbb {Z} )}
für alle {\displaystyle n\in \mathbb {N} } Isomorphismen sind.
Konstruktion/Beweisidee: Seien {\displaystyle \left\{e_{i}:S^{1}\rightarrow X\right\}_{i\in I}} Repräsentanten für ein Erzeugendensystem von {\displaystyle N}. Durch Ankleben von 2-Zellen {\displaystyle \left\{D_{i}\right\}_{i\in I}} mittels der Abbildungen {\displaystyle e_{i}:\partial D_{i}\rightarrow X} erhält man einen CW-Komplex {\displaystyle X^{\prime }}, so dass der durch die Inklusion {\displaystyle X\to X^{\prime }} erzeugte Homomorphismus der Fundamentalgruppen die Quotientenabbildung {\displaystyle \pi _{1}X\to \pi _{1}X/N} ist. Sei {\displaystyle {\widetilde {X^{\prime }}}} die universelle Überlagerung von {\displaystyle X^{\prime }} und {\displaystyle {\widetilde {X}}\subset {\widetilde {X^{\prime }}}} das Urbild von {\displaystyle X}, also {\displaystyle \pi _{1}{\widetilde {X}}=N} und (weil {\displaystyle N} perfekt ist) {\displaystyle H_{1}({\widetilde {X}})=0}. Analog zu oben hat man einen Isomorphismus {\displaystyle H_{2}({\widetilde {X^{\prime }}})=H_{2}({\widetilde {X}})\oplus H_{2}({\widetilde {X^{\prime }}},{\widetilde {X}})}
und der Summand {\displaystyle H_{2}({\widetilde {X^{\prime }}},{\widetilde {X}})} ist der von den {\displaystyle \left\{D_{i}\right\}_{i\in I}} erzeugte freie {\displaystyle \mathbb {Z} \left[\pi _{1}X/N\right]}-Modul. Weil {\displaystyle {\widetilde {X^{\prime }}}} einfach zusammenhängend ist, gibt es {\displaystyle \left[D_{i}\right]\in H_{2}(X^{\prime })} realisierende Abbildungen {\displaystyle f_{i}:S^{2}\rightarrow X^{\prime }} und durch Ankleben von 3-Zellen {\displaystyle \left\{E_{i}\right\}_{i\in I}} mittels der Abbildungen {\displaystyle f_{i}:\partial E_{i}\rightarrow X^{\prime }} erhält man wieder einen einfach zusammenhängenden CW-Komplex {\displaystyle X^{+}} mit den gewünschten Eigenschaften.

## Funktorialität
Es sei {\displaystyle f\colon X\to Y} eine stetige Abbildung zwischen zusammenhängenden CW-Komplexen und es seien {\displaystyle N_{X}\subset \pi _{1}X,N_{Y}\subset \pi _{1}Y} perfekte Normalteiler mit {\displaystyle f_{*}(N_{X})\subset N_{Y}}. Dann induziert {\displaystyle f} eine bis auf Homotopie eindeutige stetige Fortsetzung {\displaystyle f^{+}\colon X^{+}\to Y^{+}}.

## Homotopiefaser
Sei {\displaystyle BG} der klassifizierende Raum einer diskreten Gruppe {\displaystyle G} und {\displaystyle N\subset G} ein perfekter Normalteiler. Sei {\displaystyle F} die Homotopiefaser der Plus-Konstruktion {\displaystyle BG\to BG^{+}}, dann ist {\displaystyle \pi _{1}F} die universelle zentrale Erweiterung von {\displaystyle N} und {\displaystyle \pi _{2}(BG^{+})=H_{2}(N;\mathbb {Z} )}.

## Algebraische K-Theorie
Sei {\displaystyle R} ein unitärer Ring, {\displaystyle GL(R)=\bigcup _{n\geq 0}GL(n,R)} die Gruppe der invertierbaren Matrizen über {\displaystyle R} und {\displaystyle BGL(R)} der klassifizierende Raum von {\displaystyle GL(R)}, d. h. ein asphärischer Raum mit Fundamentalgruppe {\displaystyle GL(R)}. Weil die Gruppe der Elementarmatrizen {\displaystyle E(R)=\left[GL(R),GL(R)\right]} perfekt und ein Normalteiler ist, kann man die Plus-Konstruktion anwenden. Die algebraische K-Theorie des Ringes {\displaystyle R} ist definiert als 
{\displaystyle K_{i}(R):=\pi _{i}(BGL^{+}(R))}
für {\displaystyle i\geq 1}.

### Beispiel: endliche Körper
Sei {\displaystyle K} ein endlicher Körper mit {\displaystyle q} Elementen, dann gibt es nach einem Satz von Quillen eine Homotopieäquivalenz
{\displaystyle BGL(k)^{+}\simeq E\Psi ^{q}},
wobei {\displaystyle E\Psi ^{q}} die Faser der Abbildung
{\displaystyle \Psi ^{q}-Id:BU\rightarrow BU}
(für {\displaystyle \Psi ^{q}} die Wirkung der Adams-Operation auf dem klassifizierenden Raum der unitären Gruppe) ist. Die Homotopiegruppen von {\displaystyle E\Psi ^{q}} können mit Bott-Periodizität berechnet werden, als Ergebnis erhält man
{\displaystyle K_{2i}(K)=0,K_{2i-1}(K)=\mathbb {Z} /(q^{i}-1)\mathbb {Z} }.

### H-Raum
{\displaystyle BGL^{+}(R)} ist ein H-Raum mittels einer von Loday definierten Verknüpfung. Die Plus-Konstruktion ist universell für Abbildungen in H-Räume, d. h. jede stetige Abbildung {\displaystyle BGL(R)\to H} in einen H-Raum {\displaystyle H} faktorisiert über {\displaystyle BGL^{+}(R)}.